# Gertraud Prinzessin zu Schaumburg-Lippe
Gertraud Thekla Antonia Prinzessin zu Schaumburg-Lippe (geb. Schöppl, geschiedene Wagner-Schöppl, * 21. September 1956 in Salzburg) ist eine ehemalige österreichische Salzburger Landtagsabgeordnete, Tierärztin, Juristin und Journalistin.

## Leben
Prinzessin zu Schaumburg-Lippe besuchte die Pflichtschule in Salzburg und absolvierte danach erfolgreich eine Lehre als Lebensmittelkauffrau. Sie legte 1978 die Matura am Abendgymnasium für Berufstätige in Salzburg ab und studierte ab diesem Jahr an der Veterinärmedizinischen Universität Wien. Im Jahr 1988 promovierte sie mit dem akademischen Grad Dr. vet. med. Nach ihrem Tiermedizinischen Studium absolvierte Prinzessin zu Schaumburg-Lippe ein Studium der Rechtswissenschaften an der Universität Salzburg, das sie 2004 mit dem akademischen Grad Mag. iur. abschloss.
Beruflich arbeitete sie ab 1988 als Amtstierärztin und eröffnete zudem eine Privatordination in Salzburg. Sie war von 1997 bis 2004 Amtstierärztin der Bezirkshauptmannschaft Salzburg-Umgebung, und von 1999 bis 2004 Tierschutzbeauftragte des Landes Salzburg. Zudem arbeitete sie ab als 1998 Fachtierärztin für Tierschutz und Tierhaltung.

## Politik und Funktionen
Prinzessin zu Schaumburg-Lippe (damals Wagner-Schöppl) wurde am 27. April 1999 als Abgeordnete zum Salzburger Landtag angelobt, jedoch im Jahr 2000 aus dem ÖVP-Landtagsklub ausgeschlossen, dem sie bis dahin als parteifreie Abgeordnete angehörte. Sie war Vorstandsmitglied der Salzburger Tierärztekammer, Delegierte für Tierschutz der Österreichischen Bundeskammer für Tierärzte und von 1996 bis 2000 Vizepräsidentin der Salzburger Amtstierärzte.

## Ehrungen
- Tierschutzpreis des Wiener Tierschutzvereines (1997)
- Goldenes Verdienstzeichen des Landes Salzburg (2004)
- Kaiserin Elisabeth Tierschutzpreis (2014)

## Privates
Sie heiratete 2008 Waldemar Prinz zu Schaumburg-Lippe (1940–2020) und hat einen Sohn aus erster Ehe, Mario-Max Prinz zu Schaumburg-Lippe, der von ihrem zweiten Ehemann adoptiert wurde.